# Hyalurga chariata
Hyalurga chariata là một loài bướm đêm thuộc phân họ Arctiinae, họ Erebidae.